# Branimir Dorotić
Branimir Dorotić (Supetar, 1951.), hrvatski slikar, ilustrator, dizajner, putopisac i pedagog. Živi i radi u Samoboru.

## Životopis
Rodio se je 1951. godine u bračkom mjestu Supetru.
Poslije završetka srednje škole radio je na crtanom filmu, gdje je radio kao ilustrator i pedagog. Studirao je u Zagrebu na Akademiji likovnih umjetnosti gdje je diplomirao 1983. godine u klasi prof. Vasilija Jordana. 
Kao slikar se istakao sakralnim opusom djela kojem raspon ide od oltarnih slika do vitraja. Djela mu se nalaze diljem Hrvatske i susjedstva, od Međugorja, preko Čakovca, Metkovića, Splita, Osijeka itd. Djela mu se nalaze i u inozemstvu: SAD, Francuska i Kanada.
Izlagao je samostalno i skupno. Sudionik je brojnih likovnih kolonija. Brojna je djela donirao.
Osim slikarskog posla, danas dizajnira i ilustrira časopise, slikovnice i knjige. 
Sudionik je Domovinskog rata, koji je zabilježio u putopisima-dnevnicima.

## Nagrade
- 1989., nagrada na 24. Zagrebačkom salonu